# Apel·les Fenosa

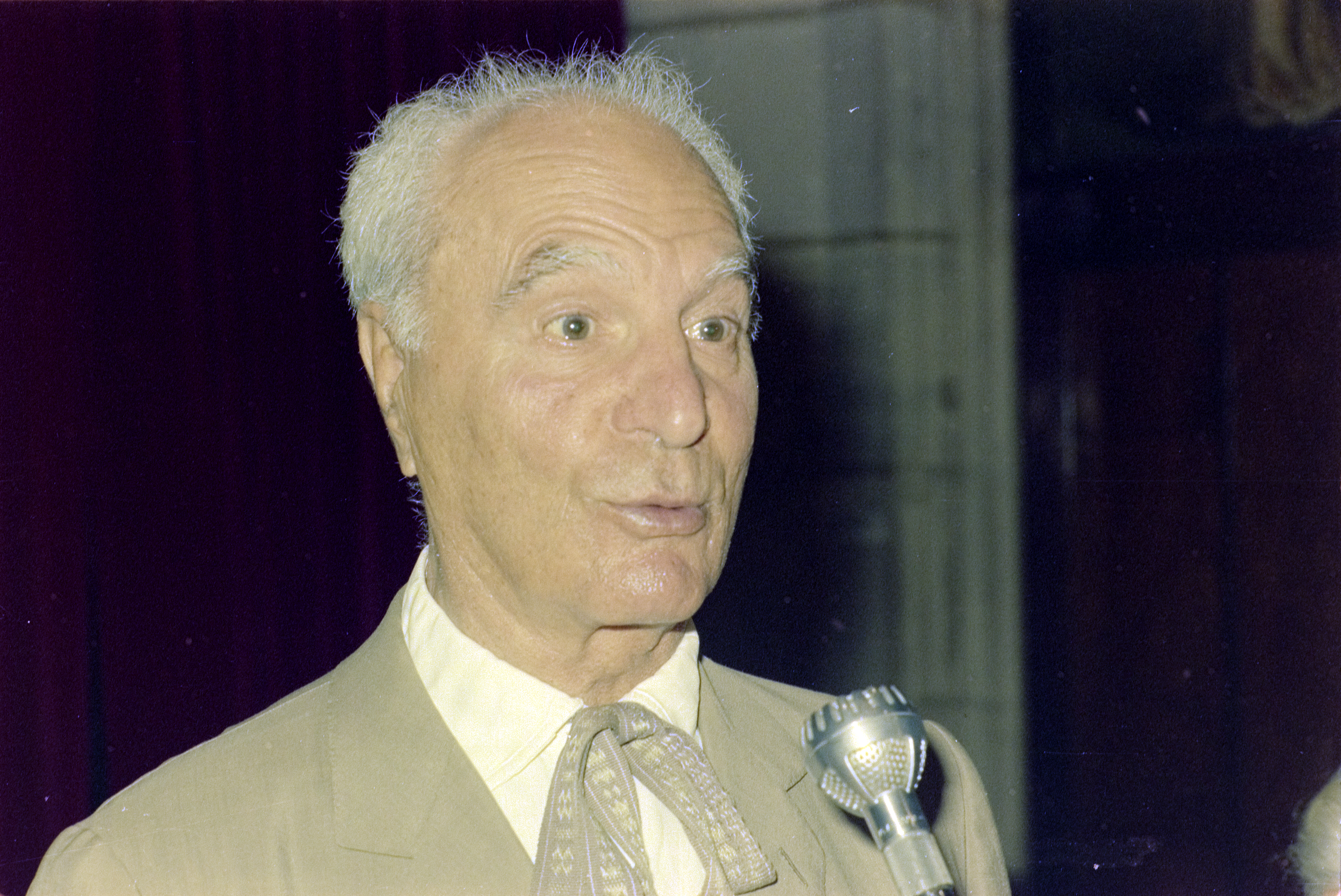
Apel·les Fenosa i Florensa (1982)

Apel·les Fenosa i Florensa (Barcellona, 16 maggio 1899 – Parigi, 25 marzo 1988) è stato uno scultore spagnolo e catalano.

## Biografia
Iniziò i suoi studi in una scuola municipale di Barcellona e lavorò nello studio di Enric Casanovas. 

Nel 1917, desiderando superare le idee del modernismo, fondò il gruppo Els Evolucionistes insieme ad artisti come Joan Rebull, Josep Granyer e Josep Viladomat. Nel 1921 si stabilì a Parigi dove prese contatto con i gruppi dell'avanguardia e con Pablo Picasso. Da allora iniziò ad esporre sia a Parigi che a Barcellona e, nel 1936, partecipò alla Biennale di Venezia. A causa della guerra civile spagnola, si stabilì definitivamente a Parigi.

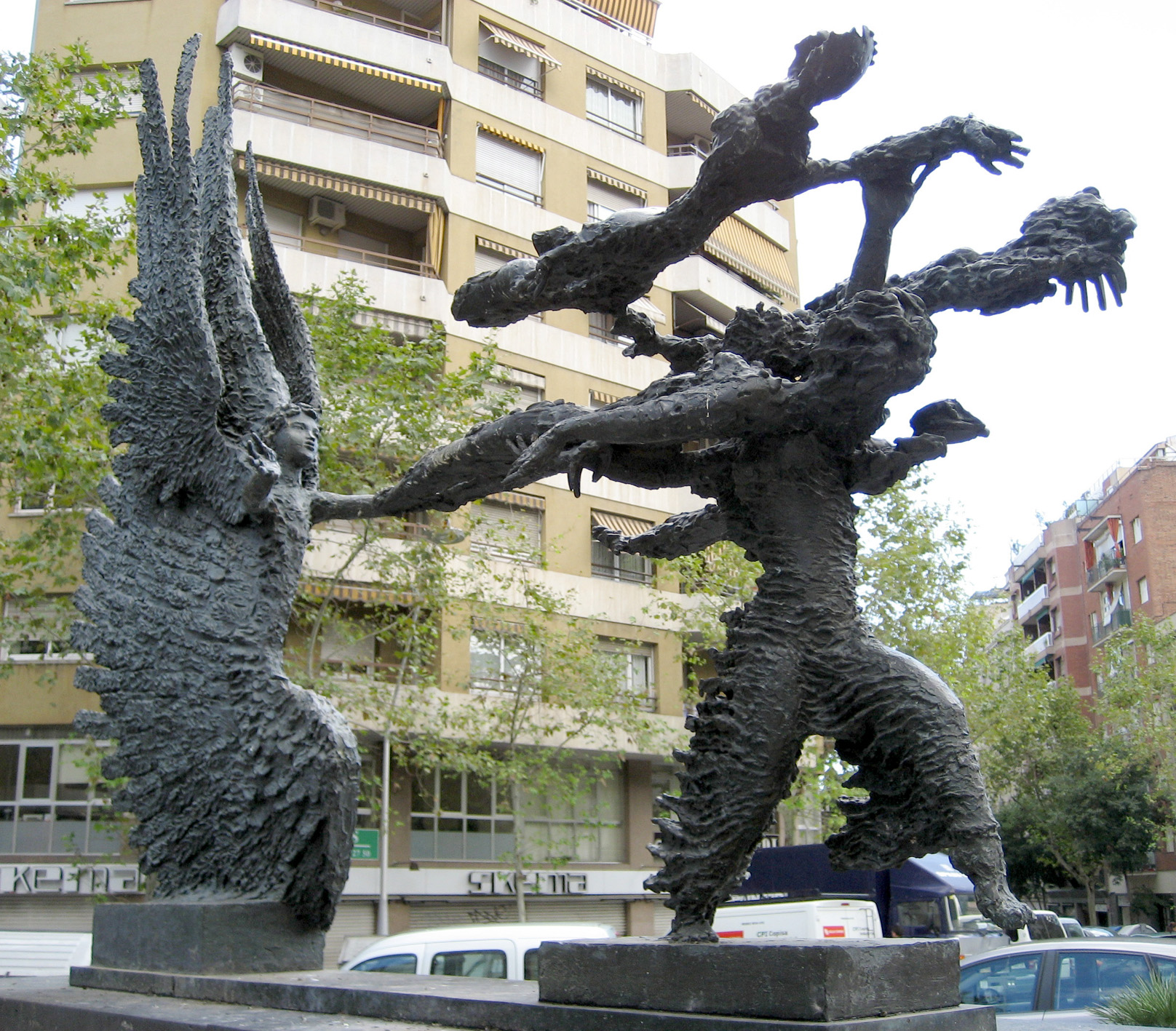
El buen tiempo persiguiendo a la tempestad. Scultura di Apel·les Fenosa a Barcellona

Nel 1981 su incarico dell'UNESCO, realizzò la scultura L'Olivier e nel 1982 gli venne concessa la Medalla d'Or de la Generalitat de Catalunya seguita, l'anno successivo, dalla Légion d'honneur concessa dal governo francese. Dal 1982 il Premio Joan Crexells per la narrativa consiste in una scultura raffigurante la dea Atena, opera di Fenosa.

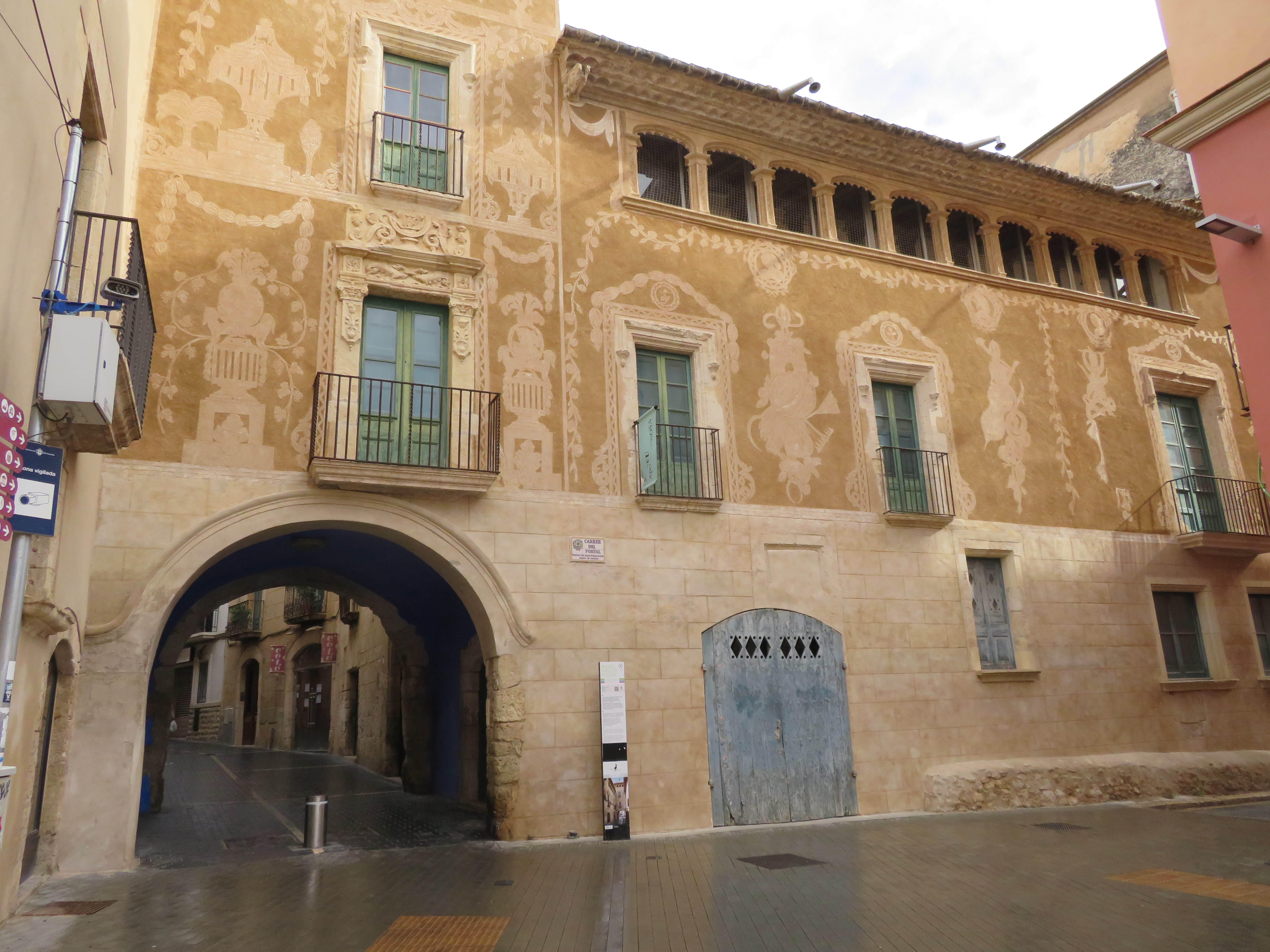
Casa, museo e fondazione dello scultore Apel-les Fenosa a El Vendrell, Tarragona